# A. J. Foyt Enterprises

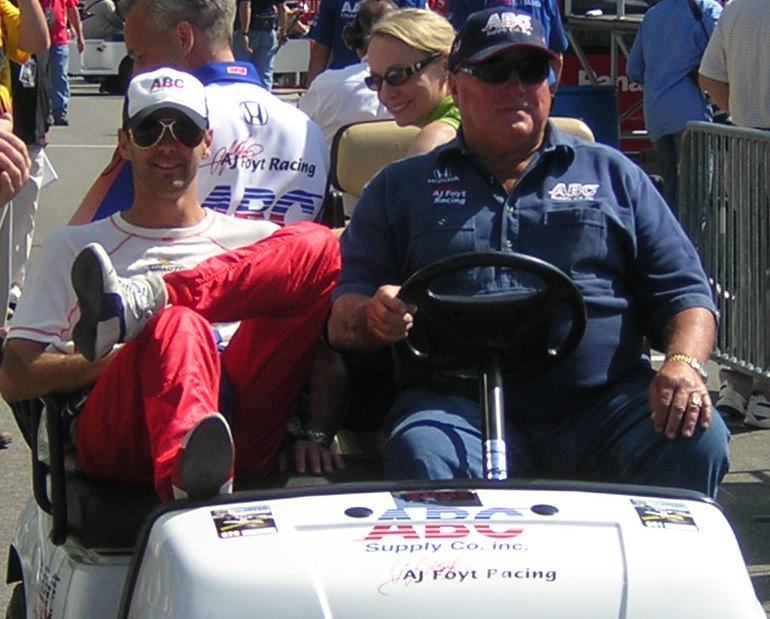
A. J. Foyt (direita) e o piloto Darren Manning (esquerda) nas 500 milhas de Indianápolis de 2007

A A. J. Foyt Enterprises é uma equipe de corrida automobilísticas que compete pela Indy Racing League, onde conseguiu dois títulos no construtores (1996 e 1998), e duas vezes fez um piloto campeão, em 1996, com o estadunidense Scott Sharp, e 1998 com o sueco Kenny Bräck. A equipe também disputou a NASCAR entre 1993 e 2006, quando se retirou da categoria.

## Pilotos

### CART
- Jeff Andretti (1992)
- John Andretti (1993-1994)
- Jon Beekhuis (1992)
- Brian Bonner (1992)
- Pancho Carter (1992)
- Eddie Cheever (1994-1995)
- Ross Cheever (1992)
- Fredrik Ekblom (1995)
- Gregor Foitek (1992)
- Stan Fox (1987-1988)
- A.J. Foyt (1979-1992)
- Chip Ganassi (1985)
- Robby Gordon (1993)
- Mike Groff (1991-1992)
- Bryan Herta (1994)
- Davy Jones (1987, 1994)
- Bernard Jourdain (1991)
- Rocky Moran (1988-1989)
- Johnny Rutherford (1984, 1988)
- Scott Sharp (1995)
- George Snider (1980, 1983-1987, 1992)
- Sammy Swindell (1986)
- Brian Till (1995)
- Al Unser (1991)

### IRL

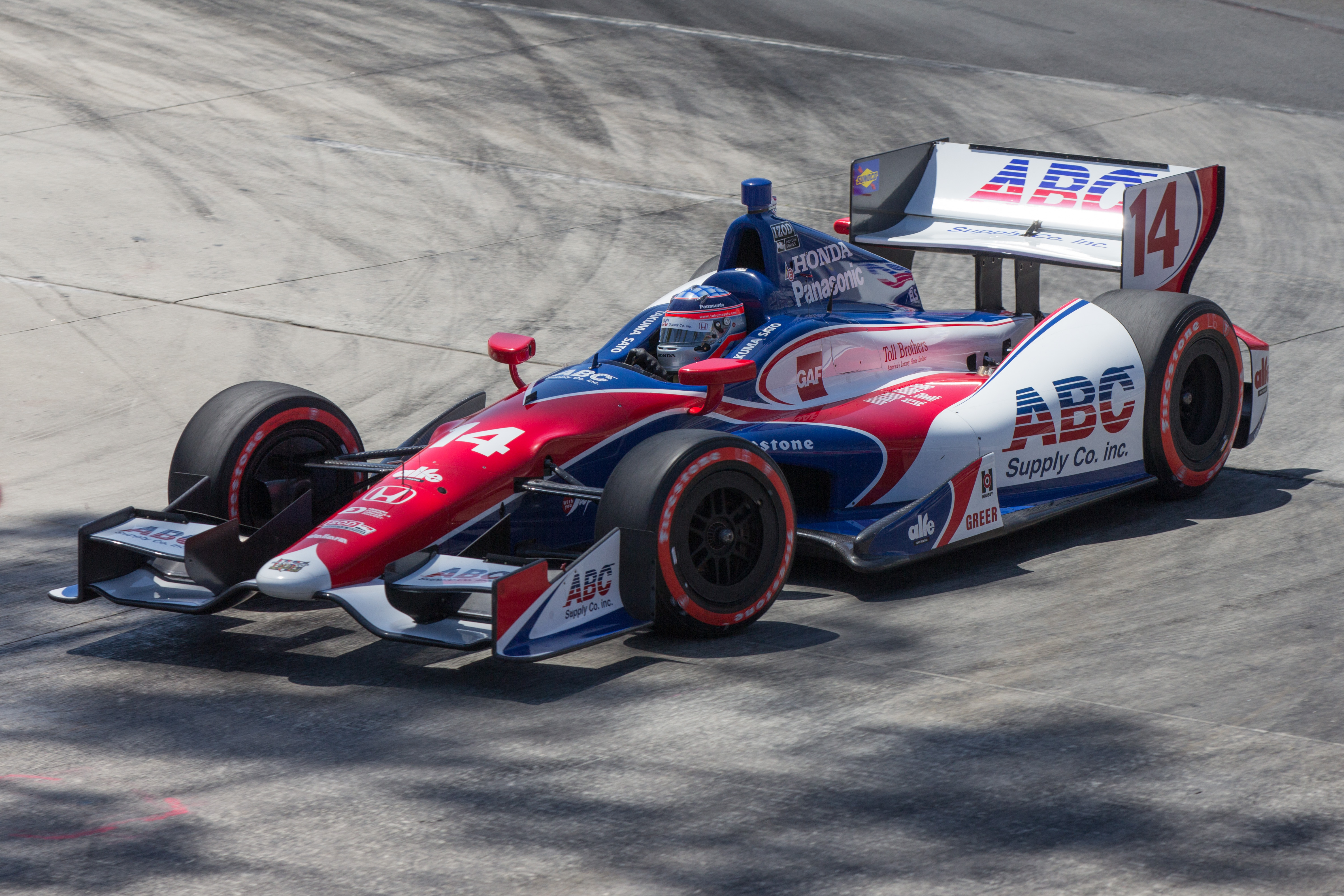
Carro da A. J. Foyt Enterprises em 2015.

- Donnie Beechler (2001-2002)
- Billy Boat (1997-1999)
- Kenny Bräck (1998-1999)
- Jeff Bucknum (2005-2006)
- Robbie Buhl (1999)
- Airton Daré (2002-2003)
- Paul Durant (1997)
- A. J. Foyt IV (2003-2005)
- Larry Foyt (2004-2006)
- Felipe Giaffone (2005-2006)
- Robby Gordon (2001)
- Marco Greco (1996)
- Mike Groff (1996)
- Davey Hamilton (1996-1997)
- Shigeaki Hattori (2003)
- Richie Hearn (2002)
- Darren Manning (2007)
- Greg Ray (1998, 2001-2002)
- Eliseo Salazar (2000-2002)
- Scott Sharp (1996-1997)
- Al Unser, Jr. (2007)
- Jeff Ward (2000)
- Takuma Sato (2013-2015)
- Jack Hawksworth (2015)
- Tony Kanaan (2018-2019)
- Matheus Leist (2018-2019)
- Sebastian Bourdais (2020-2021)
- Charlie Kimball (2020-2021)
- Dalton Kellet (2020-2022)
- Kyle Kirkwood (2022)
- Tatiana Calderon (2022)

### USAC Silver Crown
- Josh Wise (2006)
- Tracy Hines (2007)
- Pablo Donoso (2007)

## Ligações Externas
- (em inglês) Site oficial